# Ястшембя (Тарновський повіт)
Ястшембя (пол. Jastrzębia) — село в Польщі, у гміні Ценжковиці Тарновського повіту Малопольського воєводства.
Населення — 1542 особи (2011).
У 1975—1998 роках село належало до Тарновського воєводства.

## Географія
У селі бере початок річка Ястшембянка.

## Демографія
Демографічна структура станом на 31 березня 2011 року:
|          | Загалом | Допрацездатний вік | Працездатний вік | Постпрацездатний вік |
| -------- | ------- | ------------------ | ---------------- | -------------------- |
| Чоловіки | 780     | 184                | 518              | 78                   |
| Жінки    | 762     | 188                | 433              | 141                  |
| Разом    | 1542    | 372                | 951              | 219                  |